# La Vérité vraie

La Vérité vraie est un téléfilm franco-belge réalisé par Fabrice Cazeneuve diffusé en France la première fois le 22 mars 2000.

## Synopsis
Une prostituée parisienne avec un enfant à l'école développe une tumeur incurable au cerveau et apprend à accepter son destin tout en planifiant le futur de son enfant.

## Fiche technique
- Titre : La Vérité vraie
- Réalisation : Fabrice Cazeneuve
- Scénario : Jean-Luc Seigle
- Pays d'origine :  France |  Belgique
- Durée : 91 minutes

## Distribution
- Béatrice Dalle : Cathy
- Julien Rochefort : François
- Christiane Cohendy : Hélène
- Mathias Labelle : Lucien
- Ariane Seguillon : Alexis
- Vinciane Millereau : Louise
- Valérie Vogt : Suzy
- Michèle Gleizer : Madame Arcan
- Patrick Paroux : Le commissaire
- Pierre Aussedat : Le psychologue
- Jean-Yves Chatelais : Le chirurgien
- Christina Crevillén : L'infirmière
- Hélène Levesque : L'institutrice